# 트로이 브라운 주니어

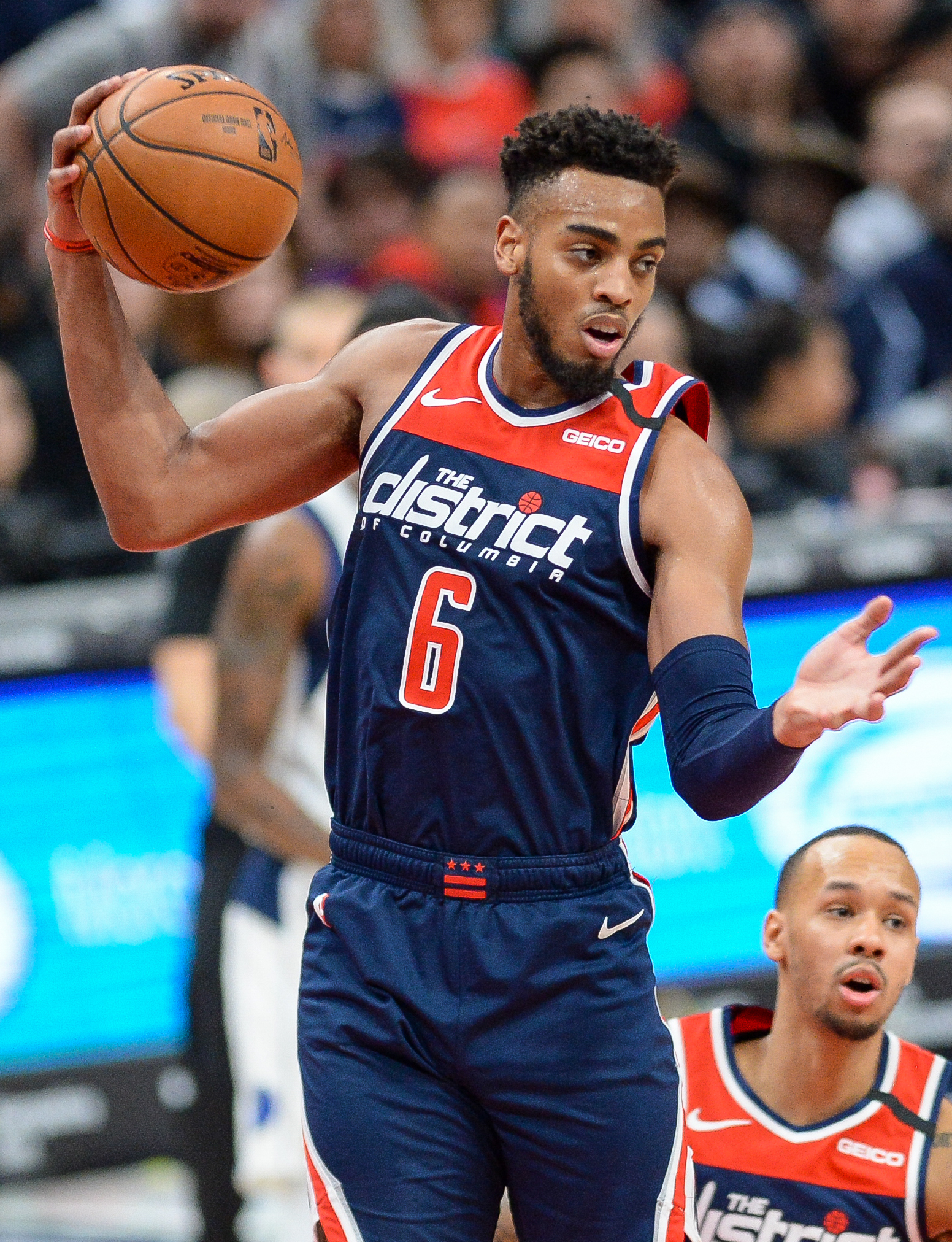
2020년 워싱턴 위저즈에서의 모습

트로이 브라운 주니어(Troy Brown Jr., 본명: 트로이 랜달 브라운 주니어, Troy Randall Brown Jr., 1999년 7월 28일 ~ )는 NBA(전미 농구 협회)의 디트로이트 피스턴스에서 마지막으로 뛰었던 미국 프로 농구 선수이다. 고등학교 3학년 때 브라운은 2017년 맥도널드 올 아메리칸(McDonald's All-American)으로 선정되었다. 오리건 덕스(Oregon Ducks)에서 대학 농구를 했다.

## 어린 시절
브라운의 어머니(육상)와 아버지(농구)는 텍사스 A&M 대학교-킹스빌에서 대학 경기를 펼쳤다. 그의 여동생 자다(Jada)도 캔자스 대학교에서 농구를 했다.

### 리크루트
브라운 주니어는 Scout.com, Rivals.com 및 ESPN의 2017년 모집 클래스에서 최고의 선수 중 한 명으로 간주되었다. 2016년 11월 7일에 그는 오리건 덕스에서 뛰기로 약속했다. 신입 시즌을 맞이하는 최고의 유망주 중 한 명이었고 대학 생활 내내 이 명성을 계속 유지했다.